# Santuario de la Virgen de Guadalupe (Fuenterrabía)
El santuario de la Virgen de Guadalupe es una ermita y santuario católico situado en el monte Jaizquíbel, en Fuenterrabía, Guipúzcoa, País Vasco, España.

## Historia
Aparece mencionada por primera vez en un documento de 1526, de hecho, el marinero Juan Sebastián Elcano donó seis ducados dorados a esta ermita. Según la tradición, la ermita se levanta en el lugar en que dos niños encontraron la imagen de la virgen. Se trata de la advocación original de la Virgen de Guadalupe en el País Vasco. Originaria del siglo XVI, ha sido destruida en numerosas ocasiones a lo largo de la historia.
Es un templo de una nave con crucero y paredes de cabecera planas. El templo original del siglo XVI fue reformado posteriormente, principalmente en el siglo XVIII. La obra actual data mayoritariamente del siglo XIX. La torre se construyó en 1868 y está en el ángulo entre las fachadas del sur y del este. 
Tras el sitio de Fuenterrabía de 1638, la localidad acudió en gran procesión hasta la ermita para agradecer la protección durante el ataque y celebrar la victoria.
Después del sitio de 1638, la localidad de Fuenterrabía organizó una gran procesión hasta la ermita para agradecer la protección dada a lo largo del ataque la acción decidió, para celebrar la victoria. Esa procesión se celebra hoy en día cada 8 de septiembre, el llamado Alarde de Fuenterrabía.

## Interior
El retablo principal es de estilo barroco, obra de Joan Bautista Igeluz y Jazinto Elduain y realizado en 1748. Los retablos de los lados se trajeron desde la parroquia. El retablo de la izquierda, el ofrecido a San Sebastián, es de 1507 con renovaciones de 1642. El retablo de la derecha es de 1760 y está ofrecido a San Juan Bautista.
Hay también algunos frescos de Bienabe Artia de 1949.